# Хацкевич, Вольф Беркович
Во́льф Бе́ркович Хацке́вич (21 января 1908, село Парафиевка, Черниговская губерния, Российская империя, — 9 января 1959, село Дарьинское, Приуральский район, Уральская область, Казахская ССР, СССР) — полковник, Герой Советского Союза.

## Биография
Родился в семье служащего. Еврей. Член КПСС с 1930 года.
Образование начальное. Работал в Союзе рабочих-кожевенников в Новосибирске. В РККА с 1931 года. В 1933 году сдал экстерном экзамены на среднего командира.
Участник Великой Отечественной войны с июня 1941 года. Как командир 104-го гвардейского стрелкового полка 36-й гвардейской стрелковой дивизии участвовал в боях на Западном, Сталинградском, Донском, Воронежском и Степном фронтах. Был ранен 7 сентября 1942 года.
В ночь на 26 сентября 1943 года организовал форсирование Днепра в районе села Сошиновка (Верхнеднепровский район Днепропетровской области). Полк захватил тактически важную дорогу Сошиновка — Червонное, чем обеспечил захват плацдарма и развитие успеха. В течение 26 сентября полк отразил 11 контратак пехоты и танков противника.
Указом Президиума Верховного Совета СССР от 20 декабря 1943 года за образцовое выполнение заданий командования в борьбе против немецко-фашистских захватчиков и проявленные при этом мужество и героизм Вольфу Берковичу Хацкевичу было присвоено звание Героя Советского Союза с вручением Ордена Ленина и медали «Золотая Звезда»(№ 1432).
В 1946 окончил курсы «Выстрел», а затем — курсы усовершенствования офицерского состава. С 1955 полковник Хацкевич — в запасе. Жил и работал в селе Дарьинское Приуральского района Уральской области Казахской ССР.
Похоронен в Москве на Донском кладбище.

## Награды
- Медаль «Золотая Звезда»[1];
- орден Ленина;
- орден Красного Знамени[2];
- орден Красного Знамени[3];
- орден Красного Знамени;
- орден Красной Звезды[4];
- орден Красной Звезды;
- медаль За боевые заслуги;
- медаль «За оборону Сталинграда»;
- медаль «За победу над Германией в Великой Отечественной войне 1941—1945 гг.» (9 мая 1945[5]);
- медаль «30 лет Советской Армии и Флота»[6];
- юбилейная медаль «40 лет Вооружённых Сил СССР»[7].

## Память
- Имя Героя высечено золотыми буквами в зале Славы Центрального музея Великой Отечественной войны в Парке Победы города Москва.
- На могиле (Новое Донское кладбище, Москва,) установлен надгробный памятник.
- На здании школы в посёлке городского типа Парафиевка, где учился Герой, установлена мемориальная доска.